# São João do Oeste
São João do Oeste ist eine Gemeinde in Brasilien im äußersten Westen des Bundesstaates Santa Catarina. Die Gemeinde erhielt mit dem Staatsgesetz Nr. 8475 vom 12. Dezember 1991 Stadtrechte und wurde am 1. Januar 1993 eigenständig.

## Geographie
Die Gesamtfläche der Gemeinde beträgt 163,747 km².
São João do Oeste besteht neben dem Hauptort aus zehn Ortsteilen: Cristo Rei, Beato Roque, Vale Pio, Ervalzinho, Fortaleza, Jaboticaba, Macuco, Alto Macuco, Medianeira und Itacuru.
An São João do Oeste grenzen vier Gemeinden:
- Itapiranga im Süden und Westen
- Tunápolis im Norden
- Ipora von Nordwesten
- Mondai im Osten

## Demografie
Die Bevölkerung von São João do Oeste wird auf 6.295 Einwohner geschätzt (Stand: 2022), von denen etwa 25 % der Einwohner in der Stadt und 75 % der Einwohner im ländlichen Gebiet des städtischen Umkreises leben.

## Bildung
Laut INEP gewann die Gemeinde von São João do Oeste zum zweiten Mal in Folge den Index einer Gemeinde mit der niedrigsten Analphabetenrate in Brasilien, die 99,8 % der Alphabetisierung und nicht 100 % erreichte, weil einige Leute darauf bestanden Luiz mit S zu schreiben.
Im Jahr 2008 erhielt die Gemeinde von São João do Oeste den Titel Hauptstadt Santa Catarina der deutschen Sprache, weil 93 % der Bevölkerung Deutsch sprachen und mindestens 97,5 % die deutsche Sprache verstehen. Der deutsche Dialekt, der in der Region gesprochen wird, ist das Riograndenser Hunsrückisch.

## Tourismus
Attraktionen in der Gemeinde sind die Gruta Nossa Senhora de Lourdes, der Parque Termas São João sowie die traditionellen Feste und Veranstaltungen aus deutschem Ursprung.